# Richard Schindler (Künstler)
Richard Schindler (* 1949 in Offenburg) ist bildender Künstler, Autor von Texten zur Kunst und lebt in Freiburg im Breisgau.

## Leben
Studium in Freiburg und in Oslo (Norwegen), seit 1979 Einzelausstellungen und Ausstellungsbeteiligungen in Deutschland, Frankreich, Japan. Installationen, Aktionen, Performances, Veröffentlichungen in Zeitschriften, Zeitungen und im Rundfunk.
2000 gründete er das Institut für Visual Profiling in Freiburg. Visual Profiling ist ein von Richard Schindler – in Anlehnung an die Objektive Hermeneutik – entwickeltes qualitatives Analyseverfahren visueller Artefakte. Er ist einer von zwei Deutschen, die von der europäischen Kulturhauptstadt 2007, Sibiu (Hermannstadt, Rumänien), als künstlerischer Repräsentant ausgewählt wurden. 2007 nahm er einen Lehrauftrag an der Hochschule Furtwangen (Masterstudiengang Mediendesign & Visualisierung) an und war Gastprofessor an der Akademie der Bildenden Künste Nürnberg.
Richard Schindler war bis 2008 Lehrbeauftragter der Hochschule für Gestaltung und Kunst (HGK) in Basel. Er ist Initiator der gemeinnützigen Freien Landesakademie Kunst GmbH, die er 2010 gemeinsam mit der Bildhauerin Rita Deschler in Freiburg gegründet hat.
Richard Schindler ist Mitglied im Künstlerbund Baden-Württemberg und im Berufsverband Bildender Künstler. Richard Schindler unterstützt seit 2011 die Bürgerinitiative Pro Kulturhauptstadt Freiburg.
2019 erregte sein Projekt Der Künstler ist anwesend. Bauen  Wohnen  Schenken, bei dem er in einer Kirche in Kirchzarten wohnte und arbeitete, überregionale Aufmerksamkeit.

## Gutachten

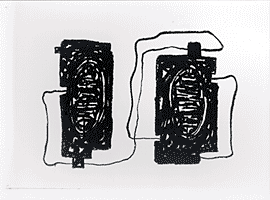
Richard Schindler: ohne Titel, Fettkreide auf Papier 25 × 35 cm, 1985 ff.

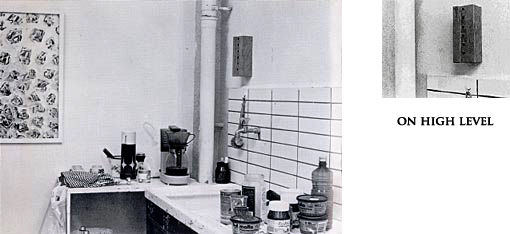
Richard Schindler: On high level (Aus der Serie Kool Killer Systems, Dingbilder für unpopuläre Orte 1885 ff.)

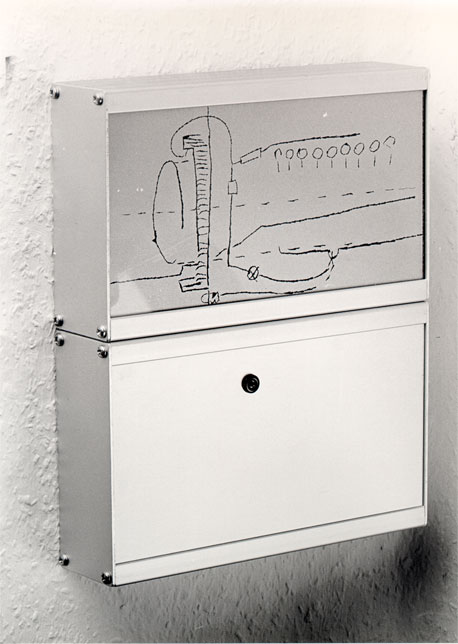
Richard Schindler: KKS Doppel (Aus der Serie Kool Killer Systems, Dingbilder für unpopuläre Orte 1886 ff.)

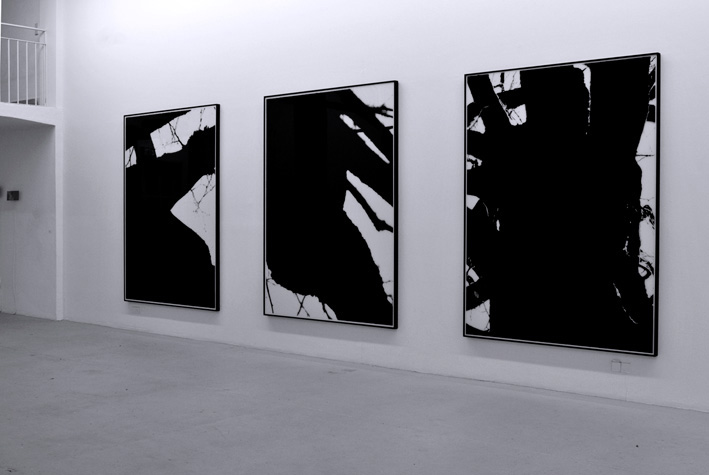
Richard Schindler: Drei Tuschezeichnungen auf Fotografie, je 210 × 157 cm, Ausstellungsansicht Kunstverein Freiburg 2010

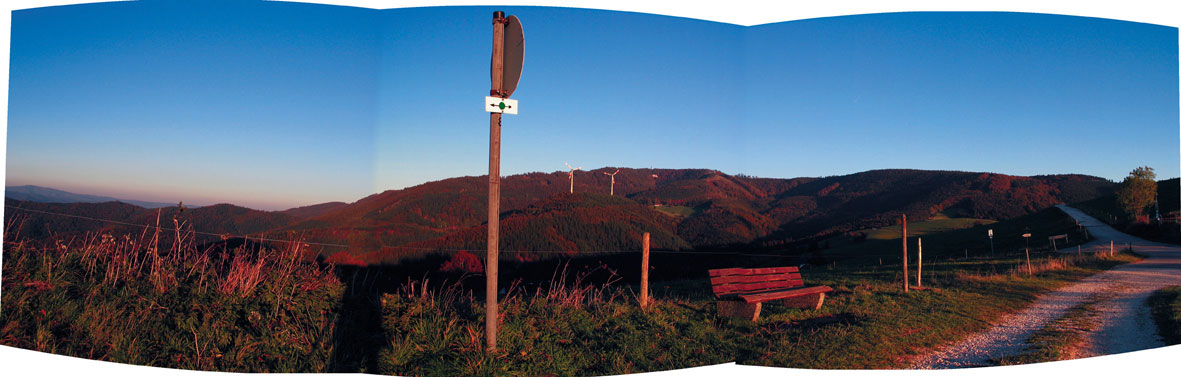
Richard Schindler: Schwarzwaldpanorama mit zwei Windkraftanlagen; aus Richard Schindler: Landschaft verstehen, 2005.

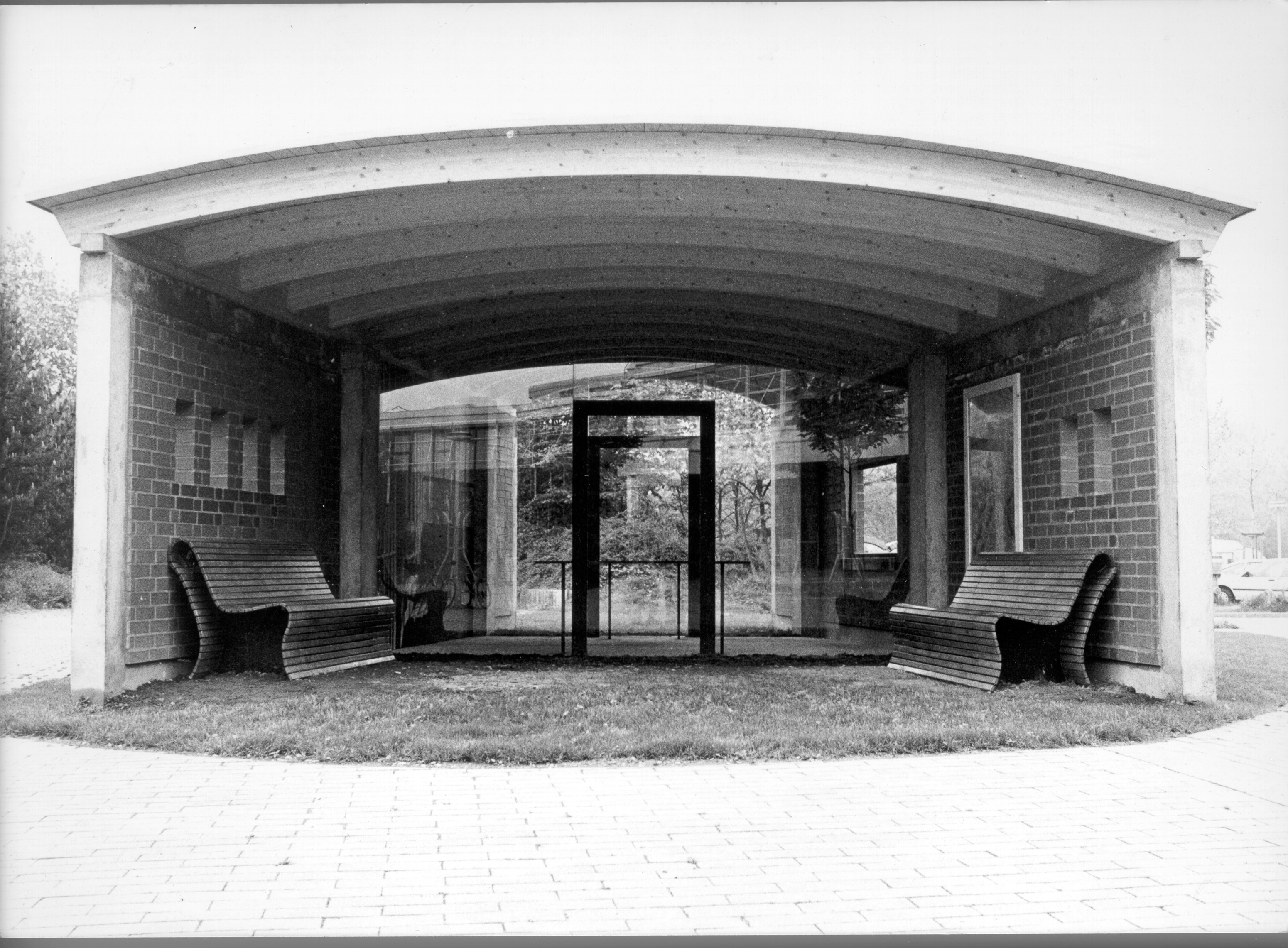
Richard Schindler: „Haltestelle“ an der Gertrud-Luckner-Gewerbeschule Freiburg 1995

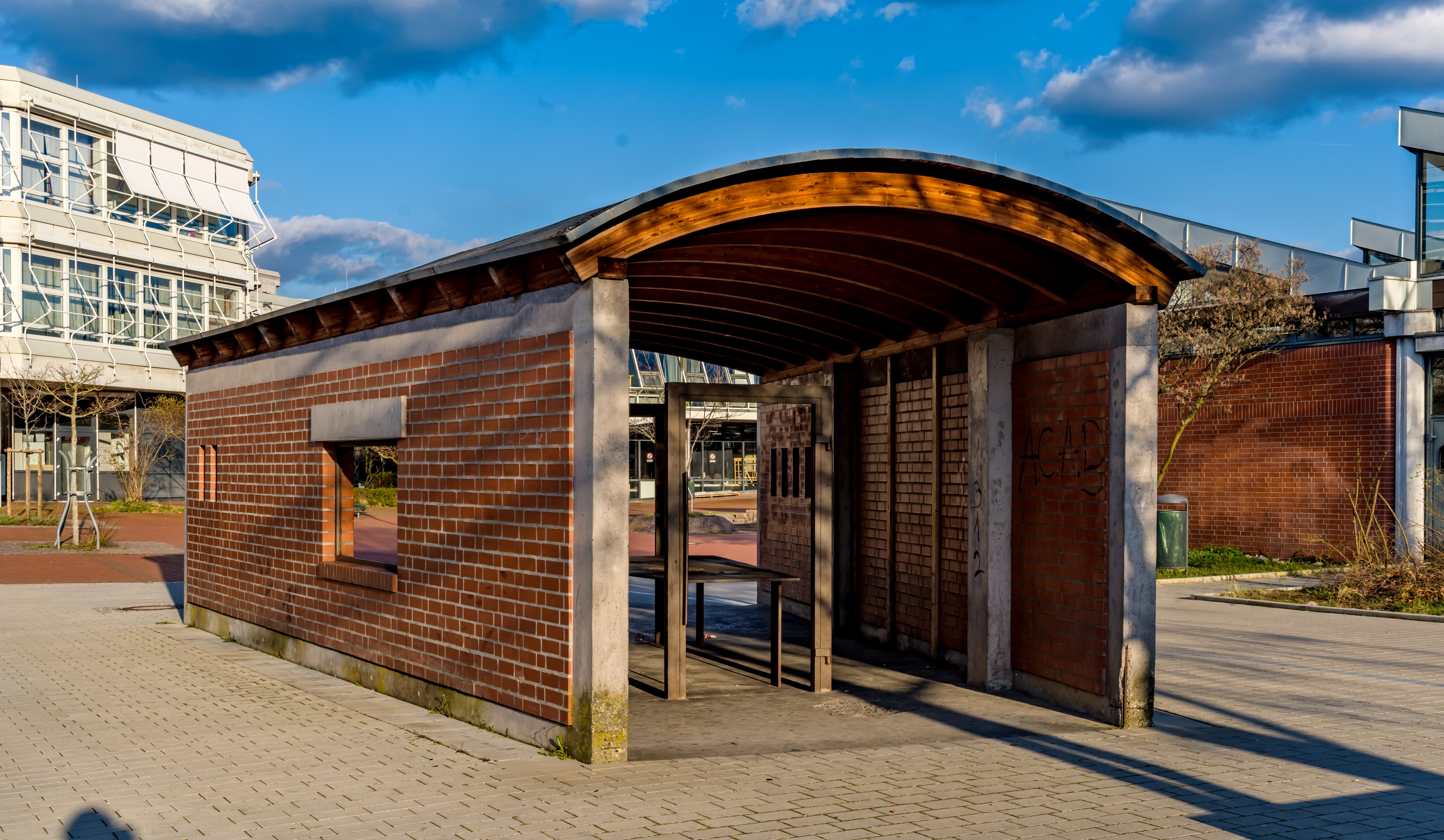
„Haltestelle“ in der Gertrud-Luckner-Gewerbeschule Freiburg im Breisgau vor der Restaurierung

Richard Schindler wurde einem breiteren Publikum bekannt durch die Buchveröffentlichung seines künstlerischen Sachverständigen-Gutachtens in einem Rechtsstreit zwischen einer Betreibergesellschaft von Windkraftanlagen im Schwarzwald und der Stadt Freiburg um die Errichtung von Windkraftanlagen auf der Holzschlägermatte am Schauinsland. Das Gutachten darf als erstes seiner Art gelten: Es ist die Vorführung eines qualitativen künstlerischen Analyseverfahrens am Beispiel zweier Industrieanlagen in schützenswerter Landschaft.
Daher ist es auch von Interesse für Juristen (aktuelle Rechtslage im Hinblick auf Landschaftsschutz und -pflege), Landschaftsplaner, Architekten und Soziologen. Schindler demonstriert, dass und wie zeitgenössisches künstlerisches Handeln einen Beitrag leisten kann zu aktuellen gesellschaftlichen Problemlagen.
Dabei wird die Differenz des künstlerischen Ansatzes zu bisherigen Methoden der Landschaftsbildanalyse und Landschaftsbildbewertung deutlich. Da es sich um eine exemplarische Anwendung handelt, werden Unterschiede auch zu anderen – nicht mit Landschaftsästhetik befassten – Methoden der Bildanalyse nachvollziehbar offenbar.
Das unter dem Titel Landschaft verstehen veröffentlichte Gutachten wurde kritisch rezipiert, so z. B. von Hans-Dieter Fronz in der FAZ vom 29. Januar 2007: „Im Ergebnis sind die technischen Anlagen dann nicht nur keine Beeinträchtigung des Landschaftsbildes, sondern sie bereichern es. Aber ist das nicht der Punkt, an dem man stutzig wird und die ganze Argumentation zu kippen droht? Soll hier vielleicht hässliche Praxis mit bemühter Theorie schöngeredet werden?“

„Künstler sind nicht nur kreative Produzenten, sondern ebenso hoch qualifizierte Rezipienten. Gleichwohl wird diese Wahrnehmungskompetenz weder von Künstlern selbst, noch von Unternehmen als eigenständige Qualifikation erkannt und in ihrem Sinn wirtschaftlich genutzt. Kooperationen zwischen art & economy beschränken sich auf Sponsoring, unternehmerische Sammlertätigkeit oder die mehr oder weniger geglückte Ausstattung von Räumen mit Kunst.
Demgegenüber stelle ich Unternehmen meine künstlerische Wahrnehmungsfähigkeit zur Verfügung. Visual Profiling bedeutet eine Ausweitung traditioneller künstlerischer Handlungsfelder. Es unterstützt Unternehmen bei der Entwicklung ihrer visuellen Ressourcen (Visual Resources Development) und bietet Aufklärung über unausgesprochene Botschaften der Unternehmenskommunikation – ob nach Innen oder Außen.
Visual Profiling forciert die Selbstwahrnehmung von Unternehmen. Der Gewinn ist Selbsttransparenz: notwendige Voraussetzung für die weitere Optimierung.
Künstlern dient Visual Profiling als vorbereitende Analyse ihrer Interventionen im öffentlichen Raum (Kunst am Bau).“

## Auszeichnungen
- Auszeichnung beim Bundesjugendfilmwettbewerb 1972.
- Stipendium der Markelstiftung Stuttgart 1977–1978.
- Graduiertenförderung der Universität Freiburg 1981–1983.
- Projektförderung der Kunststiftung Baden-Württemberg 1985.
- Arbeitsstipendium der Kunststiftung Baden-Württemberg 1988.
- Projektförderung Siemens Kultur Programm, München 1994.
- Projektförderung Kunstfond Bonn, 1995.
- Projektförderung Robert Bosch Stiftung, 2007 (mit Rita Deschler und ev. Kindergarten Schallstadt)
- Projektförderung Andrea von Braun Stiftung, 2007.
- Berndt-Koberstein-Preis für Zusammenleben und Solidarität, 2012[5]
- Projekt-Stipendium Ministerium für Wissenschaft, Forschung und Kunst Baden-Württemberg 2021
- Kavalierhaus Stipendium, Langenargen am Bodensee, August – Oktober 2022

## Schriften
- Visual Profiling. Zur Entwicklung künstlerischer Handlungsfelder in Unternehmen, Institutionen und anderswo. IKS Garamond, Jena 2001, ISBN 3-934601-33-2 (deutsch, englisch).
- Landschaft verstehen. Industriearchitektur und Landschaftsästhetik im Schwarzwald. Modo Verlag, Freiburg 2005, ISBN 3-937014-30-6.
- Umgang mit Bildern. das fotografierte Ich. Modo Verlag, Freiburg 2005, ISBN 3-937014-33-0.
- Private Eye On Art. Annäherung ans Auge. Braunverlag, Karlsruhe 1995.
- Bilder sind das Letzte. IKS Garamond, Jena 2001, ISBN 3-934601-32-4.
  - engl. Ausgabe: Images are the Limit. IKS Garamond, Jena 2001.
- mit Jörg Stadelbauer, Werner Konold (Hrsg.): Points of View – Landschaft verstehen. Geographie und Ästhetik, Energie und Technik. Modo Verlag, Freiburg 2008, ISBN 978-3-937014-57-9.